# Heimkenberg
Der Heimkenberg ist ein 274,1 m hoher Berg im Landkreis Göttingen in Niedersachsen, (Deutschland).
Der Heimkenberg befindet sich am nördlichen Rand des Eichsfeldes zwischen den Orten Gieboldehausen im Süden und Hattorf am Harz im Norden, etwa 10 Kilometer südlich von Osterode am Harz im westlichen Teil des Rotenberges. 
Der überwiegend bewaldete Berg ist Teil der Buntsandsteinschichtstufe und fällt steil nach Norden zum Odertal ab und flach nach Süden zum Rhumetal. Der Talgrund (im Urstromtal der Oder) nördlich des Heimkenberges ist der Klusanger. Südliche Ausläufer des Berges sind der Thiershäuser Berg (216 m) und der Hopfenberg (210 m), wo es einen Kopf-Hainbuchenwald als besondere Form des Niederwaldes gibt. Über den Berg führen verschiedene Wanderwege, unter anderem der Solling-Harz-Querweg, sowie ein Weg zur Schönen Aussicht bei Gieboldehausen, einem Aussichtspunkt über das Untereichsfeld und die angrenzenden Höhen. 